# 朱苏进
朱苏进（1954年—），笔名苏进，男，江苏涟水人，中国编剧、作家。编剧作品有电视剧《康熙王朝》、《新三国》，电影《让子弹飞》等。2011年凭借《让子弹飞》与述平、姜文、郭俊立、危笑、李不空获第48届金马奖最佳改编剧本奖。